# Orle
Orle é uma vila e município da Croácia localizado no condado de Zagreb.

## Localidades
O município de Orle é composto de 10 localidades:
- Bukevje
- Čret Posavski
- Drnek
- Obed
- Orle
- Ruča
- Stružec Posavski
- Suša
- Veleševec
- Vrbovo Posavsko